# Răchitova
Răchitova is een Roemeense gemeente in het district Hunedoara.
Răchitova telt 1360 inwoners.